# ロングヴィル＝シュル＝シー
ロングヴィル＝シュル＝シー （Longueville-sur-Scie）は、フランス、ノルマンディー地域圏、セーヌ＝マリティーム県のコミューン。

## 歴史
11世紀、ロングヴィルはジファール家の封土となった。ロングヴィル領主ゴティエ2世は、ロングヴィル・ラ・ジファール小修道院の創建者であり、保護者であった。
ロングヴィル伯領（その後ロングヴィル公領）は、コミューンの名称に由来する。ロングヴィル領は、オルレアン＝ロングヴィル家の祖であるデュノワ伯ジャン・ド・デュノワに授けられた。ジャン・ド・デュノワは、マリー・ダルクール（ムラン子爵、タンカルヴィル伯、ヴァラングベック領主、ノルマンディー侍従および総監、モントルイユ・ベレ領主、モンゴムリ伯、アブヴィル子爵、パルトネー男爵、シャトレイヨン公など、複数の領地の女子相続人）を妻としていた。ジャン・ド・デュノワとマリー・ダルクールは、フランソワ1世・ドルレアン＝ロングヴィルの両親である。フランソワ1世の子、フランソワ2世・ドルレアン＝ロングヴィルの時代にロングヴィル伯からロングヴィル公に格上げされた。デュノワ伯の称号は公領に付け足された。

## 人口統計
| 1962年 | 1968年 | 1975年 | 1999年 | 2006年 | 2015年 |
| ------ | ------ | ------ | ------ | ------ | ------ |
| 725    | 801    | 764    | 936    | 923    | 980    |

参照元:1962年から1999年までは複数コミューンに住所登録をする者の重複分を除いたもの。それ以降は当該コミューンの人口統計によるもの。1999年までEHESS/Cassini、2006年以降INSEE

## 参照
1. ↑  Jean-Luc Gazan, Historique des paroisses du canton de Longueville-sur-Scie, 1998.
2. ↑  http://cassini.ehess.fr/cassini/fr/html/fiche.php?select_resultat=19973
3. ↑  https://www.insee.fr/fr/statistiques/3293086?geo=COM-76397
4. ↑  http://www.insee.fr